# João de Deus de Nogueira Ramos

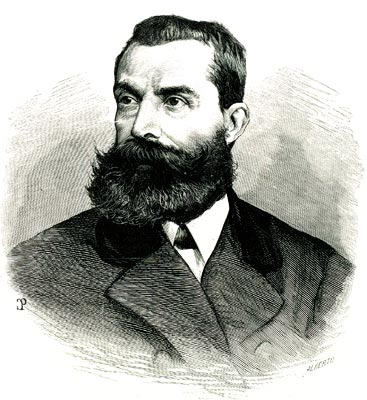
João de Deus de Nogueira Ramos, 1878.

João de Deus de Nogueira Ramos, född den 8 mars 1830 i São Bartolomeu de Messines, död den 11 januari 1896 i Lissabon, var en portugisisk skald.
de Deus utmärkte sig som lyriker genom folklig enkelhet och synnerligen ren diktion. Samlingar av hans dikter är Flores do campo (1869; 2:a upplagan 1876), Ramo de flores (samma år) och Folhas soltas (1876). de Deus, som idkat juridiska studier, verkade även inom journalistiken och (från 1868) som medlem av deputeradekammaren samt nitälskade för utbredande av folkupplysning.